# Kenneth Cragg
(Albert) Kenneth Cragg (* 8. März 1913; † 13. November 2012) war anglikanischer Kleriker, Bischof und Forscher. Er hat in mehr als fünfzig Jahren zahlreiche Kommentare über religiöse Themen, speziell über die muslimisch-christlichen Beziehungen verfasst.

## Werdegang
Nach seinem Abitur an der Blackpool Grammar School und einem Studium am Jesus College (Oxford) bekam Cragg 1934 das Grafton Stipendium. 1937 wurde er ordiniert.
Er diente zuerst an der Higher Tranmere Parish Church, Birkenhead und danach in der Gemeinde Allerheiligen in Beirut, anschließend war er Rektor in Longworth. Später war er Professor für Arabisch und Islam am Hartford Seminar in Connecticut. Im Jahr 1970 wurde er Assistenzbischof von Jerusalem der Episkopalkirche von Jerusalem und dem Nahen Osten. Von 1970 bis 1974 war er Bischof von Ägypten.
1940 heiratete er Melita Arnold. Sie starb 1989.

## Werke (Auswahl)
- The Call of the Minaret. (1956) Oxford University Press. Library of Congress Catalogue Card Number 56-8005 (1964 edition, Galaxy Books).
- Sandals at the Mosque – Christian Presence Amid ISLAM. (1959) SCM Press.
- Alive to God – Muslim and Christian Prayer compiled with an Introductory Essay by Kenneth Cragg. (1970) Oxford University Press, ISBN 0-19-213220-2.
- The Event of the Qur'an – Islam in its Scripture. (1971) George Allen & Unwin, ISBN 0-04-297024-5.
- The Mind of the Qur'an – Chapters in Reflection. (1973) George Allen & Unwin, ISBN 0-04-297030-X.
- This Year in Jerusalem – Israel in Experience. (1982) Darton, Longman & Todd, ISBN 0-232-51534-4.
- Muhammad and the Christian. (1984) Darton, Longman & Todd.
- The Pen and The Faith – Eight modern Muslim writers and the Qur’an. (1985) George Allen & Unwin, ISBN 0-04-297044-X.
- The Christ and the Faiths. (1986) SPCK.
- Readings in the Qur’an – Selected and Translated by Kenneth Cragg. (1988) Collins Liturgical Publications, ISBN 0-00-599087-4 (pbk.).
- Troubled by Truth – Life-Studies in Inter-Faith Concern. (1992) Pentland Press, ISBN 1-872795-71-4.
- Returning to Mount Hira. (1992) Bellew.
- The Arab Christian – A History in the Middle East. (1992) Mowbray, ISBN 0-264-67257-7.
- The Lively Credentials of God. (1995) Darton, Longman & Todd.
- Palestine – The Prize and Price of Zion. (1997) Cassel, ISBN 0-304-70075-4.
- Muhammad in the Qur'an – The Task and the Text. (2001) Melisende, ISBN 1-901764-13-3.
- Am I not Your Lord – Human Meaning in Divine Question. (2002) Melisende, ISBN 1-901764-21-4.
- The Iron in the Soul – Joseph and the Undoing of Violence. (2009) Melisende, ISBN 978-1-901764-55-0.

## Übersetzungen aus dem Arabischen
- Muhammad Kamel Hussein:  City of Wrong – A Friday in Jerusalem. (1954) Cairo. (Übersetzung aus dem Arabischen ins Englische, Djambatan, Amsterdam 1959).